# Championnat de Belgique de football 1972-1973
Navigation
Saison précédente Saison suivante
Le championnat de Belgique de football 1972-1973 est la 70e saison du championnat de première division belge.

## Clubs participants
Seize clubs prennent part à ce championnat, soit le même nombre que lors de l'édition précédente. Ceux dont le matricule est indiqué en gras existent toujours aujourd'hui.
| #  | Nom                                                  | Mat. | Ville                | Stades                       | Entraîneur         | En D1 depuis (série) | Total en D1 | Saison précédente |
| -- | ---------------------------------------------------- | ---- | -------------------- | ---------------------------- | ------------------ | -------------------- | ----------- | ----------------- |
| 1  | Royal Sporting Club Anderlechtois                    | 35   | Anderlecht           | Stade Émile Versé            | Georg Kessler      | 1935-1936 (36e)      | 42e         | 1er               |
| 2  | Royal Antwerp Football Club                          | 1    | Deurne               | Bosuilstadion                | Louis Wouters      | 1970-1971 (3e)       | 67e         | 12e               |
| 3  | Koninklijke Beerschot Voetbal en Atletiek Vereniging | 13   | Anvers               | Kiel                         | François Geeraerts | 1907-1908 (57e)      | 63e         | 10e               |
| 4  | Koninklijke Berchem Sport                            | 28   | Berchem              | Het Rooi                     | Rik Coppens        | 1972-1973 (1re)      | 34e         | Division 2 : 1er  |
| 5  | Koninklijke Beringen Football Club                   | 522  | Beringen             | Mijnstadion                  | Jef Vliers         | 1972-1973 (1re)      | 15e         | Division 2 : 2e   |
| 6  | Koninklijke Cercle Brugge Sportvereniging            | 12   | Bruges               | Edgard De Smedtstadion       | Han Grijzenhout    | 1971-1972 (2e)       | 44e         | 5e                |
| 7  | Club Brugge Koninklijke Voetbalvereniging            | 3    | Bruges               | De Klokke                    | Leo Canjels        | 1959-1960 (14e)      | 51e         | 2e                |
| 8  | Koninklijke Football Club Diest                      | 41   | Diest                | De Warande                   | ?                  | 1970-1971 (3e)       | 7e          | 13e               |
| 9  | Royal Football Club Liégeois                         | 4    | Rocourt              | Stade Vélodrome Oscar Flesch | Victor Wégria      | 1945-1946 (28e)      | 44e         | 8e                |
| 10 | Royal Standard de Liège                              | 16   | Sclessin             | Stade de Sclessin            | René Hauss         | 1921-1922 (49e)      | 54e         | 3e                |
| 11 | Koninklijke Lierse Sportvereniging                   | 30   | Lierre               | Herman Vanderpoortenstadion  | János Bédl         | 1953-1954 (20e)      | 38e         | 7e                |
| 12 | Koninklijke Voetbalclub Mechelen                     | 25   | Malines              | Achter de Kazerne            | Staf Van den Bergh | 1971-1972 (2e)       | 35e         | 6e                |
| 13 | Royal Racing White                                   | 47   | Woluwe-Saint-Lambert | Stade Fallon                 | Félix Week         | 1965-1966 (8e)       | 19e         | 4e                |
| 14 | Union Saint-Gilloise Société Royale                  | 10   | Saint-Gilles         | Stade Joseph Marien          | Guy Thys           | 1967-1968 (5e)       | 58e         | 9e                |
| 15 | Koninklijke Sint-Truidense Voetbalverening           | 373  | Saint-Trond          | Stayenveld                   | Marcel Vercammen   | 1957-1958 (16e)      | 16e         | 11e               |
| 16 | Royal Crossing Club Schaerbeek                       | 55   | Schaerbeek           | Stade du Parc Josaphat       | ?                  | 1967-1968 (4e)       | 4e          | 14e               |

### Localisation des clubs
| Anvers Lierse SV FC Brugeois CS Brugeois Bruxelles FC Diest Beringen FC Sint-Truidense VV FC Liégeois R. Standard de Liège KV Mechelen |

#### Localisation des clubs anversois
Les 3 cercles anversois sont :
(1) R. Antwerp FC
(2) R. Beerschot AC
 (3) R. Berchem Sport

#### Localisation des clubs bruxellois
Les 4 cercles bruxellois sont :
(6) R. SC Anderlecht
(7) Union Saint-Gilloise SR
(12) R. Crossing Schaerbeek
(15) R. Racing White

## Résultats et classements

### Résultats des rencontres
Avec seize clubs engagés, 240 matches sont au programme de la saison.
| Résultats (▼dom., ►ext.)                                   | AND | ANT | BEE | BER | BFC | CSB | FCB | DIE | FCL | LIE | MAL | RRW | CRO | STA | STT | USG |
| R. SC Anderlechtois                                        |     | 2-2 | 3-0 | 3-1 | 2-0 | 1-0 | 1-1 | 4-0 | 1-1 | 0-0 | 1-1 | 0-0 | 2-1 | 3-2 | 1-1 | 2-0 |
| R. Antwerp FC                                              | 2-1 |     | 1-1 | 1-0 | 3-1 | 3-0 | 0-1 | 2-0 | 1-1 | 4-1 | 1-1 | 0-1 | 3-1 | 1-0 | 4-2 | 4-0 |
| R. Beerschot AC                                            | 2-3 | 2-1 |     | 3-0 | 1-0 | 4-0 | 2-1 | 1-0 | 1-2 | 1-0 | 1-2 | 1-1 | 1-0 | 0-1 | 3-1 | 1-1 |
| K. Berchem Sport                                           | 2-1 | 1-0 | 1-2 |     | 2-0 | 0-0 | 1-1 | 2-1 | 1-1 | 0-0 | 0-0 | 2-1 | 3-0 | 0-1 | 1-0 | 2-0 |
| K. Beringen FC                                             | 2-5 | 2-0 | 0-0 | 1-0 |     | 0-4 | 2-2 | 2-0 | 2-1 | 0-0 | 1-2 | 0-0 | 1-0 | 0-0 | 0-0 | 2-1 |
| K. Cercle Brugge SV                                        | 1-2 | 2-1 | 1-2 | 1-1 | 3-1 |     | 0-5 | 0-2 | 2-1 | 0-2 | 2-3 | 1-1 | 2-1 | 2-2 | 1-0 | 3-0 |
| Club Brugge KV                                             | 2-0 | 2-1 | 0-0 | 1-1 | 1-0 | 2-2 |     | 3-1 | 3-1 | 1-0 | 3-2 | 1-1 | 2-0 | 2-2 | 4-3 | 3-0 |
| K. Diest FC                                                | 0-0 | 2-0 | 1-3 | 0-1 | 3-3 | 0-1 | 2-0 |     | 2-3 | 2-2 | 1-1 | 0-3 | 2-1 | 2-2 | 3-2 | 2-0 |
| R. FC Liégeois                                             | 1-0 | 4-1 | 1-0 | 0-1 | 0-2 | 1-1 | 0-1 | 1-0 |     | 3-2 | 1-1 | 0-3 | 1-0 | 0-1 | 2-2 | 1-0 |
| K. Lierse SV                                               | 2-1 | 1-1 | 4-3 | 1-1 | 3-2 | 3-1 | 1-2 | 2-0 | 0-3 |     | 1-1 | 1-5 | 1-0 | 1-1 | 1-2 | 1-0 |
| K. FC Malinois                                             | 1-0 | 2-0 | 0-0 | 1-0 | 1-1 | 1-1 | 0-0 | 0-1 | 2-2 | 4-1 |     | 1-1 | 0-1 | 2-2 | 1-1 | 1-0 |
| R. Racing White                                            | 0-0 | 3-0 | 0-1 | 2-0 | 0-0 | 4-0 | 1-1 | 4-0 | 0-0 | 3-3 | 0-0 |     | 4-0 | 1-1 | 3-0 | 1-3 |
| R. Crossing Schaerbeek                                     | 1-6 | 2-3 | 1-1 | 2-1 | 1-3 | 0-0 | 1-3 | 3-1 | 0-0 | 0-6 | 0-3 | 1-1 |     | 1-2 | 0-0 | 0-0 |
| R. Standard de Liège                                       | 0-0 | 2-0 | 6-0 | 1-2 | 2-0 | 0-1 | 1-1 | 3-0 | 1-0 | 0-0 | 3-0 | 1-1 | 3-1 |     | 1-0 | 1-1 |
| K. Sint-Truidense VV                                       | 3-2 | 0-1 | 0-2 | 2-0 | 0-0 | 0-0 | 0-2 | 2-1 | 2-1 | 2-2 | 2-2 | 1-1 | 2-1 | 1-1 |     | 0-0 |
| R. Union SG                                                | 1-0 | 0-2 | 1-1 | 1-1 | 2-0 | 1-1 | 0-2 | 0-1 | 2-2 | 0-1 | 0-1 | 0-0 | 1-0 | 2-2 | 0-0 |     |
| - Victoire à domicile - Match nul - Victoire à l'extérieur |     |     |     |     |     |     |     |     |     |     |     |     |     |     |     |     |

### Classement final
| Rang | Équipe                    | Pts | J  | G  | N  | P  | Bp | Bc | Diff |
| ---- | ------------------------- | --- | -- | -- | -- | -- | -- | -- | ---- |
| 1    | CLUB BRUGGE KV            | 45  | 30 | 17 | 11 | 2  | 53 | 26 | +27  |
| 2    | R. Standard de Liège      | 38  | 30 | 12 | 14 | 4  | 45 | 25 | +20  |
| 3    | R. Racing White           | 37  | 30 | 10 | 17 | 3  | 45 | 19 | +26  |
| 4    | K. Beerschot VAV          | 36  | 30 | 14 | 8  | 8  | 40 | 33 | +7   |
| 5    | KV Mechelen               | 36  | 30 | 10 | 16 | 4  | 37 | 28 | +9   |
| 6    | R. SC Anderlechtois T C L | 34  | 30 | 12 | 10 | 8  | 47 | 30 | +17  |
| 7    | R.Antwerp FC              | 31  | 30 | 13 | 5  | 12 | 43 | 38 | +5   |
| 8    | K. Berchem Sport          | 31  | 30 | 11 | 9  | 10 | 28 | 28 | 0    |
| 9    | K. Lierse SV              | 31  | 30 | 10 | 11 | 9  | 43 | 43 | 0    |
| 10   | R. FC Liégeois            | 29  | 30 | 9  | 11 | 10 | 34 | 35 | -1   |
| 11   | K. Cercle Brugge SV       | 28  | 30 | 9  | 10 | 11 | 33 | 44 | -11  |
| 12   | K. Beringen FC            | 26  | 30 | 8  | 10 | 12 | 28 | 39 | -11  |
| 13   | K. Sint-Truidense VV      | 25  | 30 | 6  | 13 | 11 | 31 | 41 | -10  |
| 14   | K. FC Diest               | 21  | 30 | 8  | 5  | 17 | 30 | 51 | -21  |
| 15   | Union Saint-Gilloise SR   | 19  | 30 | 4  | 11 | 15 | 17 | 38 | -21  |
| 16   | R. CC de Schaerbeek       | 13  | 30 | 3  | 7  | 20 | 20 | 56 | -36  |

Légende
- Champion de Belgique 1973 et qualifié pour la « Coupe des clubs champions » la saison suivante
- Club qualifié pour la « Coupe des vainqueurs de coupe » la saison suivante
- Club qualifié pour la « Coupe UEFA » la saison suivante
- Club relégué pour la saison suivante

Abréviations
T : Tenant du titre 1972

C : Vainqueur de la Coupe de Belgique 1972-1973

L : Vainqueur de la Coupe de la Ligue 1972-1973

 : club promu de « Division 2 » depuis la saison précédente

### Meilleur buteur
Robert Rensenbrink (R. SC Anderlechtois) et  Alfred Riedl (K. Sint-Truidense VV) terminent ex æquo meilleurs buteurs avec 16 goals. Rensenbrink est le deuxième joueur néerlandais à décrocher cette récompense, tandis que Riedl est le premier autrichien. Ils sont les dixième et onzième joueurs étrangers à terminer meilleur buteur du championnat belge. C'est également la cinquième saison qui voit deux joueurs terminer à égalité de buts.

#### Classement des buteurs
Le tableau ci-dessous reprend les treize meilleurs buteurs du championnat, soit les joueurs ayant inscrit dix buts ou plus durant la saison.
| #   | Pays | Joueur                 | Club                        | Buts | Matches joués |
| --- | ---- | ---------------------- | --------------------------- | ---- | ------------- |
| 1.  |      | Robert Rensenbrink     | R. SC Anderlechtois         | 16   | 24            |
| =.  |      | Alfred Riedl           | K. Sint-Truidense VV        | 16   | 26            |
| 3.  |      | Peter Dahl             | K. Lierse SV                | 15   | 29            |
| =.  |      | Eddy Koens             | R. Racing White             | 15   | 30            |
| 5.  |      | Karl Kodat             | R. Antwerp FC               | 13   | 21            |
| =.  |      | Džemaludin Mušović     | R. Standard de Liège        | 13   | 28            |
| =.  |      | Jacques Teugels        | R. Racing White             | 13   | 30            |
| 8.  |      | Roger Van Gool         | R. Antwerp FC               | 12   | 30            |
| =.  |      | Agustin Riveros Falcon | K. FC Diest                 | 11   | 24            |
| 10. |      | Ruud Geels             | Club Brugge KV              | 10   | 23            |
| =.  |      | Guido Mallants         | K. Beerschot VAV            | 10   | 28            |
| =.  |      | Salvador Mammana Neto  | R. Crossing Club Schaerbeek | 10   | 30            |
| =.  |      | Inge Ejderstedt        | R. SC Anderlechtois         | 10   | 30            |

## Récapitulatif de la saison
- Champion : Club Brugge KV (2e titre)
- Douzième équipe à remporter deux titres de champion de Belgique
- 5e titre pour la province de Flandre-Occidentale.

| Région flamande (9)             | Région flamande (9) | Province de Brabant (5)      | Province de Brabant (5) | Région wallonne (2)    | Région wallonne (2) |
| ------------------------------- | ------------------- | ---------------------------- | ----------------------- | ---------------------- | ------------------- |
| Province d'Anvers               | 5                   | Région de Bruxelles-Capitale | 4                       | Province de Hainaut    | 0                   |
| Province de Flandre-Occidentale | 2                   | Province du Brabant flamand  | 1                       | Province de Liège      | 2                   |
| Province de Flandre-Orientale   | 0                   | Province du Brabant wallon   | 0                       | Province de Luxembourg | 0                   |
| Province de Limbourg            | 2                   |                              |                         | Province de Namur      | 0                   |

1. ↑  Au niveau footballistique, la province de Brabant est toujours unitaire malgré sa partition territoriale en 1995.

### Admission et relégation
L'Union Saint-Gilloise et le Crossing Club Schaerbeek sont relégués en Division 2 après respectivement cinq et quatre saisons disputées en première division. Ils sont remplacés la saison prochaine par les deux clubs relégués un an plus tôt, le KSV Waregem et le SK Beveren-Waas.

### Fusion et changement d'appellation
En fin de saison, le Royal Racing White (matricule 47) fusionne avec le Daring Club de Bruxelles (matricule 2), qui évolue en Division 2. Le nouveau club prend le nom de Racing White Daring de Molenbeek et conserve le matricule 47 du Racing White. Il prend ses quartiers au Stade Oscar Bossaert du Daring, qui est rebaptisé Stade Edmond Machtens pour l'occasion.

### Bilan de la saison
| Championnat de Belgique de football 1972-1973 |                                           |
| Champion                                      | Club Brugge KV (2e titre)                 |
| Dauphin                                       | R. Standard de Liège                      |
| Coupes et trophées                            |                                           |
| Vainqueur de la Coupe de Belgique 1972-1973   | R. SC Anderlechtois                       |
| Vainqueur de la Coupe de la Ligue 1972-1973   | R. SC Anderlechtois                       |
| Qualifications continentales                  |                                           |
| Coupe des clubs champions européens 1973-1974 | Club Brugge KV (Premier tour)             |
| Coupe des vainqueurs de coupe 1973-1974       | R. SC Anderlechtois (Seizièmes de finale) |
| Coupe UEFA 1973-1974                          | R. Standard de Liège (Premier tour)       |
| Coupe UEFA 1973-1974                          | R. Racing White (Premier tour)            |
| Coupe UEFA 1973-1974                          | K. Beerschot VAV (Premier tour)           |
| Promotions et relégations                     |                                           |
| Promus en Division 1                          | K. SV Waregem                             |
| Promus en Division 1                          | SK Beveren-Waas                           |
| Relégués en Division 2                        | Union Saint-Gilloise SR                   |
| Relégués en Division 2                        | R. Crossing Club Schaerbeek               |